# Petak
 Ovo je glavno značenje pojma Petak. Za druga značenja pogledajte Petak (razdvojba).
Petak je peti dan u tjednu, koji se nalazi između četvrtka i subote.
U većini zemalja s petodnevnom radnim tjednom, petak je posljednji radni dan prije vikenda, dana za odmor, što je u SAD-u dovelo do izraza TGIF (skraćenice za Thank God It's Friday) - "Hvala Bogu, petak je". Petak je i inspiracija za istoimeni lanac restorana.
U nekim kancelarijama, radnicima je dopušteno da nose manje formalnu odjeću petkom, što je poznato kao Casual Friday ("Opušteni petak").
- U romanu Robinson Crusoe, Petko je ime kanibala koga je spasio glavni lik na petak i koji mu je postao sluga.
- Petak film s reperom Ice Cubeom kao glavnim glumcem.

U Islamu, petak je dan javnog obožavanja u džamijama. U nekim islamskim zemljama, tjedan počinje nedjeljom, a završava se subotom, baš kao i židovski i kršćanski tjedan. U ostalim zemljama, kao što su Iran i Afganistan, tjedan počinje subotom a završava se petkom.
Židovski sabat počinje zalaskom sunca u petak i traje do zalaska sunca u subotu.
U Kršćanstvu, petak prije Uskrsa se slavi kao Veliki petak u spomen na Isusovo raspeće na križu. Neki kršćani ne jedu meso petkom, i često jedu ribu (nemrs). Devet prvih petaka katolička je pobožnost Presvetom Srcu Isusovu.
U nekim kulturama, petak se smatra nesretnim danom pogotovo ako je petak trinaesti, gdje je 13 nesretan broj. 

## Vanjske poveznice
- Gdje je petak dobio svoje ime  Arhivirana inačica izvorne stranice od 16. listopada 2005. (Wayback Machine)

## Drugi projekti
|  | Wječnik ima rječničku natuknicu petak |